# Адольф Дигасінський
Адольф Дигасінський (пол. Adolf Dygasiński; 7 березня 1839 — 3 червня 1902) — польський педагог, журналіст, письменник, представник натуралістичного напрямку в літературі.

## Життєпис
Походив зі збіднілої шляхти. Народився 1839 року у Нігославіче поблизу Пінчува. Син Яна Дигасінського, секретаря міського суду. Початкову школу закінчив у Пінчуві, потім навчався в реальному училищі м. Кельце.
З 1862 року навчався у Варшавській головній школі на філолого-історичному факультеті. Брав участь у Польському повстанні 1863 року, за що Дигасінського було заарештовано. Втім, після звільнення наприкінці того ж року відновив навчання у Варшавській школі.
Слідом за цим деякий час навчався в Карловому університеті у Празі. З 1871 до 1877 року працював викладачем у Кракові. Тут 1872 року одружився. Внаслідок фінансової скрути родини перебрався до Варшави. Влаштувався на посаду вчителя, працюючи в низці міських шкіл. Тоді ж з метою прибутку писав до варшавських газет «Нива» і «Новини».
На початку 1880-х років стає засновником і редактором журналу «Огляд освіти». З 1884 до 1887 року співпрацював з тижневиком «Вендровець» («Мандрівник»). З 1886 року співпрацює з журналом «Голос», а з 1888 року — зі щомісячником «Вісла».
У 1890—1891 роках здійснив подорож Бразилією, по завершенні якої написав низку статей про польську еміграцію для «Кур'єра Варшавського». У 1901 році мандрував Францією та Італією. Помер від інсульту 1902 року у Варшаві.

## Творчість
Літературну діяльність розпочав у 45 років. Найціннішою частиною його спадщини є розповіді, що поєднують у собі композиційні принципи класичної європейської новели і польської гавенди. Більшість з новел Дигасінського відтворює будні глухих сіл, а також світ тварин, які іноді стають головними героями («Собача доля», 1887 рік).
У більшості його повістей і оповідань йдеться про «слабких», які користуються незмінною авторською симпатією, і «сильних», морально нерозбірливих і по-звірячому хижих. Характерним є ідейно-схематична навмисність, перебільшення ролі біологічного начала в людині, що затемнює соціальну природу людських відносин («Вовк, собаки і люди», «Що робиться в гніздах», «Дворові драми», «Маргеля і Маргелька»).
Багато посприяв своїми перекладами ознайомленню польської громадськості з працями західноєвропейських позитивістів і вченням Ч. Дарвіна.

## Стиль
Послідовник натуралізму Е. Золя, Адольф Дигасінський виробив свій оригінальний стиль оповіді, що поєднує найдокладнішу побутову деталізацію з ліричними пейзажними замальовками, поєднується із гумором, який дозволяв йому витримувати естетичне почуття міри навіть у зображенні найвідразливіших явищ.